# Ho Ho Lun
Wong Yuk Lun, meglio noto con il ring-name HoHo Lun (Hoholun, 何顥麟) (Hong Kong, 19 luglio 1987), è un wrestler hongkonghese.
Lun è stato sotto contratto con la WWE ma, nonostante sia apparso nella puntata di 205 Live del 29 novembre 2016, egli non è mai apparso in nessuna puntata di Raw o appunto di 205 Live, ma è apparso invece in diverse occasioni ad NXT, territorio di sviluppo della WWE.
Ha fondato la Hong Kong Pro-Wrestling Federation e ha lottato anche in Giappone, Cina, Singapore e in Europa.

## Biografia

### Allenamento
Da sempre grande fan della WWE e della NJPW, Lun ha iniziato la sua carriera come wrestler nel 2007 in Cina, a Guangzhou.

### WWE

#### Cruiserweight Classic(2016)
Ho Ho Lun ha partecipato al torneo del Cruiserweight Classic indetto dalla WWE. Nei sedicesimi di finale del 13 giugno Lun ha eliminato Ariya Daivari ma è stato successivamente eliminato negli ottavi di finale da Noam Dar il 14 luglio. Il torneo, alla fine, è stato vinto da T.J. Perkins, il quale è stato premiato con il WWE Cruiserweight Championship.

#### 205 LiveeNXT(2016–2017)
Nonostante la sconfitta nei sedicesimi di finale nel Cruiserweight Classic, Lun è apparso nella puntata di NXT (territorio di sviluppo della WWE) il 2 ottobre, facendo coppia con Tian Bing e partecipando al torneo Dusty Rhodes Tag Team Classic dove però sono stati eliminati da Johnny Gargano e Tommaso Ciampa. Lun ha fatto inoltre la sua prima apparizione nel nuovo programma interamente dedicato alla divisione Cruiserweight, 205 Live, il 29 novembre 2016. Ho Ho Lun ha fatto la sua prima apparizione ad NXT il 9 marzo 2017 dove però è stato sconfitto da Andrade Almas. Nella puntata di NXT del 28 giugno Lun è stato sconfitto da Velveteen Dream.
Il 3 agosto Lun ha chiesto e ottenuto il rilascio da parte della WWE per poter tornare ad Hong Kong per provvedere alle cure della madre malata.

## Personaggio

### Mosse finali
- Bridging German suplex
- Shining Wizard, a volte seguita da un Superkick

### Musiche d'ingresso
- Dream Within a Dream (Instrumental) di Hideyuki Asada (WWE; 2016–2017)

## Titoli e riconoscimenti
- Pro Wrestling Illustrated
  - 409º tra i 500 migliori wrestler singoli secondo PWI 500 (2017)
- Zero1 Hong Kong
  - AWGC Junior Heavyweight Championship (1)